# Mar Katori
El mar Katori (香取海 Katori-umi?) , fue un gran lago interior desaparecido conectado al  Océano Pacífico en la Región de Kantō, isla Honshu de Japón.

## Detalle geográfico actual
El mar incluía los actuales lagos Nishi-ura (西浦?), Kita-ura (北浦?) y Sotonasaka-ura (外浪逆浦?) del Kasumigaura en la actual Prefectura de Ibaraki y las actuales lagunas Tega-numa (手賀沼?) e Inba-numa (印旛沼?) en la actual Prefectura de Chiba. 

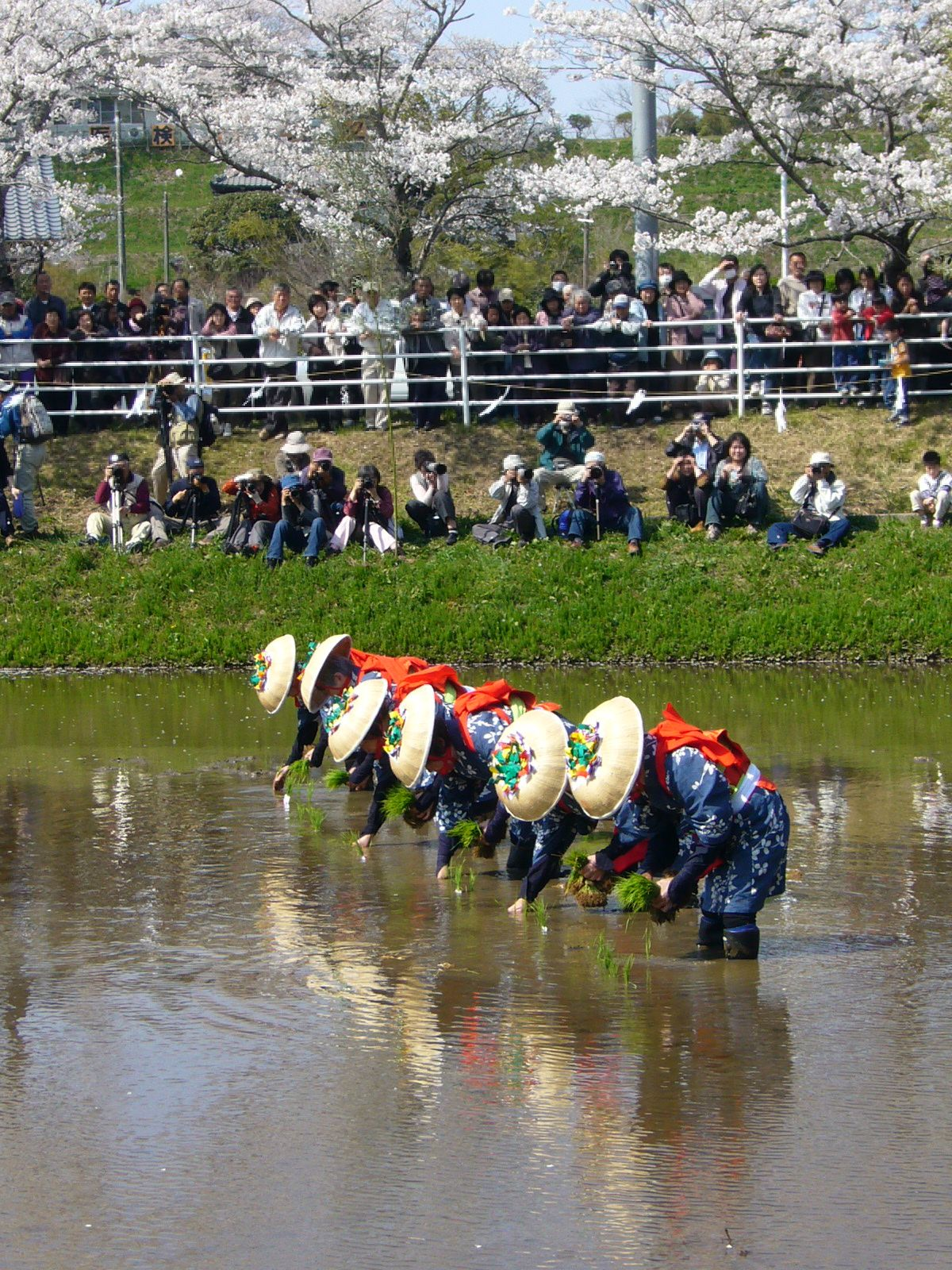
Trasplante de arroz en el festival del Santuario Katori en la ciudad de Katori.

## Historia
Durante el período Jōmon el mar Katori era grande.
El mar con el paso de los siglos disminuyó en tamaño, una de las causas directas fue  la deposición de ceniza volcánica proveniente de los montes Fuji (富士山), Hakone (箱根山), Asama (浅間山), Akagi (赤城山), Haruna (榛名山) y  de ceniza volcánica proveniente de los alrededores de Kantō. La ceniza volcánica que cayó fue bastante, arrastrada también por el viento, por la lluvia, vertida a los ríos y de allí llegó al mar Katori y al Océano Pacífico. También los sedimentos y rocas que fluye en los ríos influyeron en la disminución de tamaño del Katori.
El mar Katori estaba ubicado en la parte oriental de la antigua llanura de Kantō antes del período Edo y se extendía alrededor de la frontera de la Provincia de Shimōsa y de la Provincia de Hitachi, y vertían sus aguas en él, los ríos Kinu y Hitachi.

## Proyecto del río Tone
El río Tone desembocaba en la bahía de Tokio. El Shogunato Tokugawa durante el período Edo debido a la situación alimentaria en la ciudad de Edo (hoy Tokio), donde la población estaba aumentando rápidamente, la recuperación y el desarrollo de tierras inundadas o del mar, se hicieron  necesarios, por lo cual se llevó a cabo el Proyecto del río Tone. 
El agua del río Tone llegó a fluir al océano Pacífico y los cursos de los ríos de esta zona fueron adecuados para canalizar sus causes y evitar grandes inundaciones, el mar Katori desapareció y además comenzó la desalinización de los lagos y lagunas que quedaron. El proyecto alentó la agricultura con canales, por lo que el riego avanzó proactivamente.

## Anotación
El Monte Asama estalló en el año de 1783, una gran cantidad de ceniza volcánica fluyó a través del río Tone, lo que resultó en una inundación en el área circundante. y una gran hambruna causó en la región de Kantō, conocida como la gran hambruna de Tenmei.